# Robert Seaman

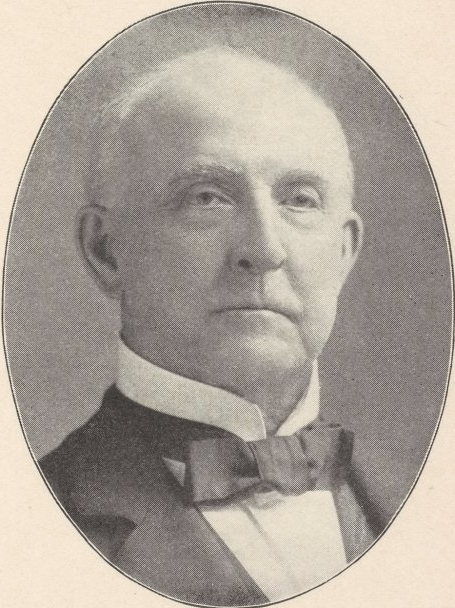
Robert Seaman

Robert Livingston Seaman (* 1822 in Catskill, New York; † 11. März 1904) war ein US-amerikanischer Millionär und Industrieller. Er war der Ehemann der investigativen Journalistin Elizabeth Cochran (besser bekannt als Nellie Bly), die er im Jahre 1895 in Chicago heiratete.
Robert Seaman wurde in Catskill, Greene County, New York als Sohn von William und Ellen Seaman geboren; er besaß die Ironclad Manufacturing Company, die während seiner Lebenszeit und einige Jahre nach seinem Tod unter der Führung seiner Frau florierte. Später jedoch wurde der Betrieb durch Veruntreuung durch  Angestellte zugrunde gerichtet, und seine Frau musste sich wieder dem Journalismus zuwenden.